# Лебединская, Валерия Павловна
Валерия Павловна Лебединская (4 февраля 1921, с. Советское, Белгородская область — 19 августа 2010, Белорецк) — металлург, советский партийный деятель, второй секретарь Белорецкого горкома партии, курировала промышленную отрасль. Почётный гражданин г. Белорецк.

## Биография
Родилась в 1921 году в селе Советское Алексеевского района Белгородской области в семье сельских учителей. 
С отличием окончила среднюю школу. После окончания в 1944 году Московского института стали и сплавов, была направлена в Ленинград, где работала мастером на сталепроволочно-канатном заводе. 
С 1949 года жила в Белорецке, работала на Белорецком сталепроволочноканатном заводе (комбинате), в 4, 10, 12 цехах, ЦЗЛ, ОТК.
Зарекомендовала себя как энергичный работник и хороший организатор, была приглашена на работу в промышленно-транспортный отдел городского комитета КПСС. Работала заведующей промышленно-транспортным отделом Белорецкого ГК КПСС, руководителем партконтроля и долгие годы вторым секретарём Белорецкого горкома партии. Валерия Павловна Лебединская курировала работу промышленных предприятий города- это значит, она была ответственная за их бесперебойную работу, за выполнение государственных планов, обеспечение квалифицированными кадрами промышленных предприятий, за создание нормальных условий труда и жизни рабочих. В Белорецке её помнят, как строгого, но объективного, делового руководителя, который внес большой вклад в развитие промышленных предприятий города, самого города.
Умерла в 2010 году.

## Награды
За многолетнюю добросовестную работу была награждена двумя орденами «Знак Почёта» (1966, 1976), медалью «За доблестный труд в Великой Отечественной войне 1941—1945 гг.» (1945), Почетной грамотой Президиума Верховного Совета Башкирской АССР (1958, 1971), Почетной грамотой Президиума Верховного Совета РСФСР (1962), юбилейными медалями.
Почётный гражданин Белорецка и Белорецкого района (2011, посмертно).